# Valerianàcies
Les valerianàcies (Valerianaceae), foren una antiga família de [Angiospermes|plantes amb flors]], avui dia dins la família de les caprifoliàcies (Caprifoliaceae).
Contenia 7 gèneres que agrupaven unes 350 espècies.
Les plantes de la família són generalment herbàcies i amb unes fulles amb olor desagradable. Es troben en moltes regions del món excepte Austràlia. Algunes espècies són cultivades com ornamentals i d'altres són medicinals per induir la relaxació i la son.

## Gèneres
- Centranthus
- Fedia
- Nardostachys
- Patrinia
- Plectritis
- Valeriana
- Valerianella